# Janki (powiat gostyniński)
Janki – wieś w Polsce położona w województwie mazowieckim, w powiecie gostynińskim, w gminie Szczawin Kościelny}.
W latach 1975–1998 miejscowość należała administracyjnie do województwa płockiego.